# Alstroemeria chapadensis
Alstroemeria chapadensis es una especie fanerógama, herbácea, perenne y rizomatosa perteneciente a la familia de las alstroemeriáceas. Es endémica de Brasil, especialmente descrito en el estado de Mato Grosso. Es un geófito tuberoso y Crece principalmente en el bioma tropical estacionalmente seco.